# Христофоров, Евгений Ильич
Евгений Ильич Христофоров (1879 — 1956) — полковник лейб-гвардии Павловского полка, герой Первой мировой войны, участник Белого движения.

## Биография
Из потомственных дворян. Уроженец Варшавской губернии.
Окончил Полоцкий кадетский корпус (1897) и Александровское военное училище (1899), откуда выпущен был подпоручиком в лейб-гвардии Павловский полк. Произведен в поручики 6 декабря 1903 года.
С началом русско-японской войны, 12 октября 1904 года переведен в 145-й пехотный Новочеркасский полк штабс-капитаном. За боевые отличия награжден орденом Св. Анны 4-й степени с надписью «за храбрость». 18 февраля 1906 года переведен обратно в лейб-гвардии Павловский полк. Произведен в штабс-капитаны 6 декабря 1907 года, в капитаны — 22 февраля 1912 года.
В Первую мировую войну вступил в должности командира роты. Произведен в полковники 1 августа 1916 года. Пожалован Георгиевским оружием
За то, что в бою 7 сентября 1916 года у д. Бубнов, командуя 4-м батальоном лейб-гвардии Павловского полка и наступая во главе своего батальона на укрепленную позицию противника, несмотря на ураганный артиллерийский и губительный ружейный и пулеметный огонь и значительные потери, прорвал проволочное заграждение и штыковым ударом овладел первой и второй линиями неприятельских окопов.
С 15 февраля 1917 года исполнял должность помощника командира лейб-гвардии Павловского полка. 5 апреля 1917 года назначен командиром 210-го пехотного Бронницкого полка, а 19 мая того же года — командиром 414-го пехотного Торопецкого полка.

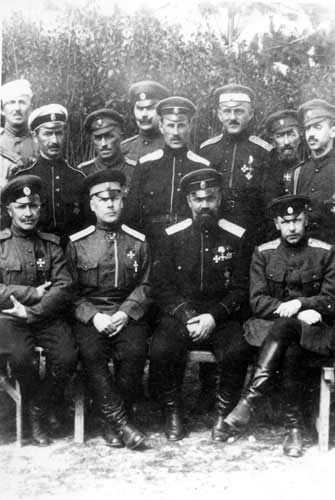
Командование 1-го армейского корпуса в Болгарии. Полковник Е. И. Христофоров — второй справа, стоит. Велико-Тырново, 2 апреля 1922 года.

В Гражданскую войну участвовал в Белом движении на Юге России, в Добровольческой армии и ВСЮР — в батальоне лейб-гвардии Павловского полка. В Русской армии — командир 2-го сводно-гвардейского полка, участвовал в Бредовском походе, после чего был интернирован в лагерь Стржалково. Летом 1920 года прибыл в Крым, откуда эвакуировался в Галлиполи.
В эмиграции в Болгарии, жил в Тырново. Был командиром Гвардейского отряда Галлиполийской группы, состоял членом полкового объединения. В годы Второй мировой войны служил в Русском корпусе, сформированном в Югославии. В ноябре 1942 года — командир 7-й юнкерской роты 2-го полка, на 1 января 1944 года — командир 6-й роты 2-го батальона того же полка. С 26 октября 1944 года назначен командиром 3-й роты запасного батальона Сводного полка, с 27 декабря того же года — командующий 3-м батальоном 4-го полка. После капитуляции корпуса был комендантом лагеря в Клагенфурте, затем был переведен в лагерь Келлерберг. По окончании войны переехал в Великобританию.

Е. И. Христофоров в 1948 году. Фотография из дела «Ди-Пи».

Скончался в 1956 году в Лондоне. Похоронен на Бромптонском кладбище. Был женат, имел сына и дочь.

## Награды
- Орден Святой Анны 4-й ст. с надписью «за храбрость» (ВП 5.03.1906)
- Орден Святого Станислава 3-й ст. (ВП 6.12.1911)
- Орден Святой Анны 3-й ст. (ВП 6.12.1913)
- Орден Святого Станислава 2-й ст. «за доведение строевых частей до отличного состояния, признанного таковым на трех инспекторских смотрах в течение трех лет сряду» (ВП 3.02.1914)
- Орден Святой Анны 2-й ст. с мечами (ВП 10.11.1914)
- Орден Святого Владимира 4-й ст. с мечами и бантом (ВП 26.02.1915)
- мечи к ордену Св. Станислава 2-й ст. (ВП 4.03.1915)
- мечи и бант к ордену Св. Анны 3-й ст. (ВП 27.11.1916)
- Георгиевское оружие (ПАФ 5.06.1917)
- Орден Святого Владимира 3-й ст. с мечами (ПАФ 18.09.1917)